# 浦和駅西口南高砂地区第一種市街地再開発事業
浦和駅西口南高砂地区第一種市街地再開発事業 （うらわえきにしぐちみなみたかさごちくだいいっしゅしがいちさいかいはつじぎょう） は、埼玉県さいたま市浦和区の浦和駅西口駅前の再開発事業。愛称は浦和カルエ。

## 前史

### 浦和駅前の再開発
江戸時代に中山道の浦和宿が置かれていた浦和は、1871年（明治4年）に埼玉県庁が置かれて以来、都市施設や交通網の整備が行われてきた。しかし高度経済成長期に入ると東京のベッドタウンとして人口が急増し、浦和駅周辺では整備が遅れ、交通渋滞や環境悪化が都市機能の低下をもたらすようになった。狭い駅前に毎日1900台のバスが発着するうえ、一日の利用客が10万人を越すにもかかわらず、道路には歩道もなかった。1960年代には都市整備の必要性が指摘されていたが、駅前は密集地で権利者が多く、広い要地を確保するには、商売を営む住民の大規模な移転が伴うため、実現は困難だった。
そこで、広い地区を一体的に開発するため、旧浦和市では、埼玉県で初めてとなる再開発事業（市街地改造事業）を行うことになった。まず1967年から1987年にかけて駅前（西口）の開発事業（浦和コルソ・伊勢丹浦和店）が行われた。1994年からは駅東口（ストリームビル・2007年完成）、1997年からは西口南第三地区（エイペックスタワー浦和・2003年完成）、2000年からは西口南第四地区（コスタ・タワー浦和・2006年完成）の再開発が行われた。

### さいたま市総合振興計画
2001年に浦和市・大宮市・与野市が合併し、さいたま市が発足した。新たなさいたま市では総合的な都市開発を行うための基本計画を定め、2013年度までにこれを完了した。そこで、2014年度から2020年度までの7年間を「後期基本計画」期間とし、そのうち2014年度から2017年度を計画を定める期間、2018年度から2020年度を実施する期間と見込んでいる。

## 概要
この後期基本計画のもとで、「県庁通り」と呼ばれる浦和西口停車場線（県道34号）、田島大牧線などの道路整備や駅地下通路の整備が進められている。「浦和駅西口南高砂地区」の再開発もその一つで、回遊性の高い駅前広場の整備、交通の立体交差化などを目的として、27階建ての複合ビルの建設を中心として、約1.8ヘクタールのエリアの再開発を計画している。

## 詳細

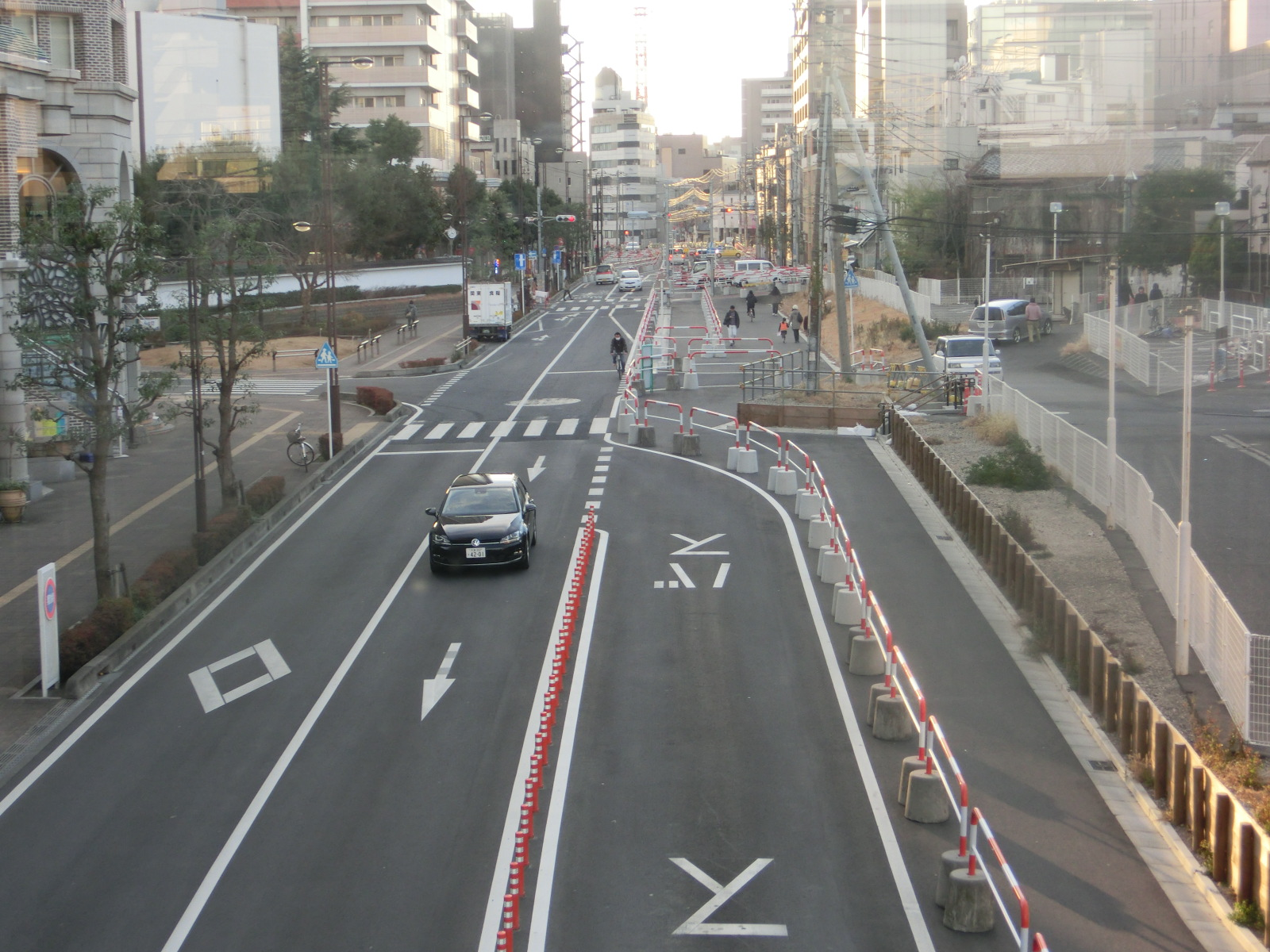
予定地南側の田島大牧線

浦和駅西口の駅前広場に面する地区面積18,010m2の再開発計画。駅前のランドマークとして27階建の超高層タワーと駅前広場の拡張を計画している。タワーの5階までは商業施設・オフィス・さいたま市民会館うらわなどの入居を予定し、竣工予定は2026年（令和8年）6月。総事業費は442億4,242万円。この再開発で新たに駅前広場4,300m2が加えられ、西口の駅前広場が拡張される予定である。新たに自家用車用のロータリーが南側に設置される。同時に南側の田島大牧線の整備も行われる。
かつて予定地内には丸井浦和店があったが、1985年（昭和60年）に閉店し、その後建物はさくらや浦和店となった。だが、再開発に伴い2008年（平成20年）に閉店となった後に解体され駐車場となった。予定地内を斜めに抜ける道はあさひ通りで、浦和駅開業前の江戸時代には東口の東仲町商店街の道と一本で結ばれていた。

## 沿革
- 2003年（平成15年）9月 - 再開発準備組合が設立。
- 2007年（平成19年）9月 - 都市計画決定[1]。
- 2010年（平成22年） - 着工予定であったが、ゼファーの倒産により延期。
- 2014年（平成26年）1月30日 - 事業計画認可。
- 2014年（平成26年）2月25日 - 再度再開発組合設立。
- 2022年（令和4年）4月 - 既存建築物の解体工事着工[1]。
- 2023年（令和5年）1月 - 施設建築物着工予定[1]。
- 2026年（令和8年）6月 - 施設建築物竣工予定[1]。

## データ

### 対象地区
- 地区面積　約1.8ha

### 建築物
- 敷地面積　10,565m2
- 延床面積　99,700m2
- 地上27階地下2階 マンション総戸数525戸

## 周辺施設
- 浦和駅[1]
- 浦和コルソ
- 伊勢丹浦和店
- 浦和パルコ
- コスタ・タワー浦和
- エイペックスタワー浦和
- さいたま市立高砂小学校